# 東京VS46道府県
『東京VS46道府県』（とうきょうヴァーサスよんじゅうろくどうふけん）は、TBS系列で放送されていた特別番組である。
第1回は2012年7月29日に『スパニチ!!』枠で放送され、後日多くのJNN系列局で放送された。第2回（2012年11月7日）からは『水トク!』枠で放送。

## 概要
東京都とその他の46道府県出身の芸能人が2チームに分かれ、様々なジャンルのご当地ネタでプレゼン対決する。対決は1テーマごとに行われ、各道府県出身の審査員46名と2人とも東京生まれのさまぁ〜ず（2人で1票）が審査し勝敗を決する。

## 出演者

### MC
- さまぁ〜ず

### 進行
- 青木裕子（第2回放送まではTBSアナウンサー。第3回は退社後初仕事だった）

## ネット局

### 第1弾
| 放送対象地域  | 放送局                    | 系列    | 放送日時                     | 遅れ      |
| ------------- | ------------------------- | ------- | ---------------------------- | --------- |
| 関東広域圏    | TBSテレビ（TBS）          | TBS系列 | 2012年7月29日 14:00 - 15:24  | 製作局    |
| 静岡県        | 静岡放送（SBS）           | TBS系列 | 2012年8月5日 16:00 - 17:25   | 7日遅れ   |
| 岡山県 香川県 | 山陽放送（RSK）           | TBS系列 | 2012年8月19日 13:30 - 15:00  | 21日遅れ  |
| 鹿児島県      | 南日本放送（MBC）         | TBS系列 | 2012年9月8日 15:30 - 16:54   | 41日遅れ  |
| 中京広域圏    | 中部日本放送（CBC）       | TBS系列 | 2012年9月8日 15:30 - 17:00   | 41日遅れ  |
| 福岡県        | RKB毎日放送（RKB）        | TBS系列 | 2012年9月8日 15:30 - 17:00   | 41日遅れ  |
| 宮城県        | 東北放送（TBC）           | TBS系列 | 2012年9月9日 15:24 - 16:54   | 42日遅れ  |
| 広島県        | 中国放送（RCC）           | TBS系列 | 2012年9月9日 15:24 - 16:54   | 42日遅れ  |
| 近畿広域圏    | 毎日放送（MBS）           | TBS系列 | 2012年9月9日 15:24 - 17:00   | 42日遅れ  |
| 北海道        | 北海道放送（HBC）         | TBS系列 | 2012年9月9日 15:30 - 16:55   | 42日遅れ  |
| 石川県        | 北陸放送（MRO）           | TBS系列 | 2012年9月16日 16:00 - 17:24  | 49日遅れ  |
| 新潟県        | 新潟放送（BSN）           | TBS系列 | 2012年10月1日 24:11 - 25:36  | 64日遅れ  |
| 山形県        | テレビユー山形（TUY）     | TBS系列 | 2012年10月6日 15:30 - 16:54  | 69日遅れ  |
| 福島県        | テレビユー福島（TUF）     | TBS系列 | 2012年10月6日 15:30 - 16:54  | 69日遅れ  |
| 青森県        | 青森テレビ（ATV）         | TBS系列 | 2012年10月21日 15:30 - 16:54 | 84日遅れ  |
| 愛媛県        | あいテレビ（ITV）         | TBS系列 | 2012年10月28日 15:30 - 16:54 | 91日遅れ  |
| 富山県        | チューリップテレビ（TUT） | TBS系列 | 2012年11月25日 14:00 - 15:24 | 119日遅れ |
| 岩手県        | IBC岩手放送（IBC）        | TBS系列 | 2012年12月8日 13:30 - 14:54  | 132日遅れ |
| 大分県        | 大分放送（OBS）           | TBS系列 | 2013年1月2日 10:20 - 11:50   | 157日遅れ |
| 山口県        | テレビ山口（tys）         | TBS系列 | 2014年1月1日 24:10 - 25:40   | 不明      |

### 第2弾
| 放送対象地域  | 放送局                | 系列    | 放送日時                     | 遅れ       |
| ------------- | --------------------- | ------- | ---------------------------- | ---------- |
| 関東広域圏    | TBSテレビ（TBS）      | TBS系列 | 2012年11月7日 19:00 - 20:54  | 製作局     |
| 北海道        | 北海道放送（HBC）     | TBS系列 | 2012年11月7日 19:00 - 20:54  | 同時ネット |
| 岩手県        | IBC岩手放送（IBC）    | TBS系列 | 2012年11月7日 19:00 - 20:54  | 同時ネット |
| 宮城県        | 東北放送（TBC）       | TBS系列 | 2012年11月7日 19:00 - 20:54  | 同時ネット |
| 山形県        | テレビユー山形（TUY） | TBS系列 | 2012年11月7日 19:00 - 20:54  | 同時ネット |
| 福島県        | テレビユー福島（TUF） | TBS系列 | 2012年11月7日 19:00 - 20:54  | 同時ネット |
| 石川県        | 北陸放送（MRO）       | TBS系列 | 2012年11月7日 19:00 - 20:54  | 同時ネット |
| 中京広域圏    | 中部日本放送（CBC）   | TBS系列 | 2012年11月7日 19:00 - 20:54  | 同時ネット |
| 広島県        | 中国放送（RCC）       | TBS系列 | 2012年11月7日 19:00 - 20:54  | 同時ネット |
| 愛媛県        | あいテレビ（ITV）     | TBS系列 | 2012年11月7日 19:00 - 20:54  | 同時ネット |
| 長崎県        | 長崎放送（NBC）       | TBS系列 | 2012年11月7日 19:00 - 20:54  | 同時ネット |
| 鳥取県 島根県 | 山陰放送（BSS）       | TBS系列 | 2012年12月1日 12:00 - 13:54  | 24日遅れ   |
| 青森県        | 青森テレビ（ATV）     | TBS系列 | 2012年12月2日 15:00 - 16:54  | 25日遅れ   |
| 山梨県        | テレビ山梨（UTY）     | TBS系列 | 2012年12月22日 13:00 - 15:05 | 45日遅れ   |
| 岡山県 香川県 | 山陽放送（RSK）       | TBS系列 | 2012年12月23日 13:00 - 15:00 | 46日遅れ   |
| 静岡県        | 静岡放送（SBS）       | TBS系列 | 2012年12月31日 12:00 - 13:54 | 54日遅れ   |
| 新潟県        | 新潟放送（BSN）       | TBS系列 | 2013年1月2日 9:55 - 11:50    | 56日遅れ   |
| 福岡県        | RKB毎日放送（RKB）    | TBS系列 | 2013年1月3日 12:00 - 14:00   | 57日遅れ   |
| 山口県        | テレビ山口（tys）     | TBS系列 | 2013年1月3日 16:00 - 17:55   | 57日遅れ   |
| 鹿児島県      | 南日本放送（MBC）     | TBS系列 | 2013年1月12日 15:00 - 16:54  | 66日遅れ   |
| 大分県        | 大分放送（OBS）       | TBS系列 | 2013年1月27日 15:00 - 16:54  | 81日遅れ   |
| 宮崎県        | 宮崎放送（MRT）       | TBS系列 | 2013年2月3日 15:00 - 16:55   | 88日遅れ   |
| 沖縄県        | 琉球放送（RBC）       | TBS系列 | 2013年2月6日 13:55 - 15:55   | 91日遅れ   |

### 第3弾
| 放送対象地域  | 放送局                    | 系列    | 放送日時                    | 遅れ       |
| ------------- | ------------------------- | ------- | --------------------------- | ---------- |
| 関東広域圏    | TBSテレビ（TBS）          | TBS系列 | 2013年2月20日 19:00 - 20:54 | 製作局     |
| 北海道        | 北海道放送（HBC）         | TBS系列 | 2013年2月20日 19:00 - 20:54 | 同時ネット |
| 青森県        | 青森テレビ（ATV）         | TBS系列 | 2013年2月20日 19:00 - 20:54 | 同時ネット |
| 宮城県        | 東北放送（TBC）           | TBS系列 | 2013年2月20日 19:00 - 20:54 | 同時ネット |
| 山形県        | テレビユー山形（TUY）     | TBS系列 | 2013年2月20日 19:00 - 20:54 | 同時ネット |
| 福島県        | テレビユー福島（TUF）     | TBS系列 | 2013年2月20日 19:00 - 20:54 | 同時ネット |
| 静岡県        | 静岡放送（SBS）           | TBS系列 | 2013年2月20日 19:00 - 20:54 | 同時ネット |
| 富山県        | チューリップテレビ（TUT） | TBS系列 | 2013年2月20日 19:00 - 20:54 | 同時ネット |
| 石川県        | 北陸放送（MRO）           | TBS系列 | 2013年2月20日 19:00 - 20:54 | 同時ネット |
| 中京広域圏    | 中部日本放送（CBC）       | TBS系列 | 2013年2月20日 19:00 - 20:54 | 同時ネット |
| 広島県        | 中国放送（RCC）           | TBS系列 | 2013年2月20日 19:00 - 20:54 | 同時ネット |
| 長崎県        | 長崎放送（NBC）           | TBS系列 | 2013年2月20日 19:00 - 20:54 | 同時ネット |
| 近畿広域圏    | 毎日放送（MBS）           | TBS系列 | 2013年2月24日 12:54 - 14:58 | 4日遅れ    |
| 山口県        | テレビ山口（tys）         | TBS系列 | 2013年3月13日 19:00 - 20:54 | 21日遅れ   |
| 岩手県        | IBC岩手放送（IBC）        | TBS系列 | 2013年3月15日 13:55 - 15:50 | 23日遅れ   |
| 新潟県        | 新潟放送（BSN）           | TBS系列 | 2013年3月20日 13:55 - 15:50 | 28日遅れ   |
| 鳥取県 島根県 | 山陰放送（BSS）           | TBS系列 | 2013年3月31日 14:00 - 15:54 | 39日遅れ   |
| 鹿児島県      | 南日本放送（MBC）         | TBS系列 | 2013年4月6日 15:00 - 16:54  | 45日遅れ   |
| 愛媛県        | あいテレビ（ITV）         | TBS系列 | 2013年4月7日 14:00 - 15:54  | 46日遅れ   |
| 福岡県        | RKB毎日放送（RKB）        | TBS系列 | 2013年4月21日 15:00 - 17:00 | 60日遅れ   |
| 長野県        | 信越放送（SBC）           | TBS系列 | 2013年6月1日 12:10 - 14:05  | 101日遅れ  |
| 岡山県 香川県 | 山陽放送（RSK）           | TBS系列 | 2013年12月28日 9:30 - 11:30 | 282日遅れ  |

### 第4弾
| 放送対象地域  | 放送局                | 系列    | 放送日時                     | 遅れ       |
| ------------- | --------------------- | ------- | ---------------------------- | ---------- |
| 関東広域圏    | TBSテレビ（TBS）      | TBS系列 | 2013年8月7日 19:00 - 20:54   | 製作局     |
| 岩手県        | IBC岩手放送（IBC）    | TBS系列 | 2013年8月7日 19:00 - 20:54   | 同時ネット |
| 宮城県        | 東北放送（TBC）       | TBS系列 | 2013年8月7日 19:00 - 20:54   | 同時ネット |
| 山形県        | テレビユー山形（TUY） | TBS系列 | 2013年8月7日 19:00 - 20:54   | 同時ネット |
| 福島県        | テレビユー福島（TUF） | TBS系列 | 2013年8月7日 19:00 - 20:54   | 同時ネット |
| 静岡県        | 静岡放送（SBS）       | TBS系列 | 2013年8月7日 19:00 - 20:54   | 同時ネット |
| 石川県        | 北陸放送（MRO）       | TBS系列 | 2013年8月7日 19:00 - 20:54   | 同時ネット |
| 愛媛県        | あいテレビ（ITV）     | TBS系列 | 2013年8月7日 19:00 - 20:54   | 同時ネット |
| 長崎県        | 長崎放送（NBC）       | TBS系列 | 2013年8月7日 19:00 - 20:54   | 同時ネット |
| 中京広域圏    | 中部日本放送（CBC）   | TBS系列 | 2013年8月17日 9:25 - 11:30   | 10日遅れ   |
| 長野県        | 信越放送（SBC）       | TBS系列 | 2013年8月24日 12:10 - 14:05  | 17日遅れ   |
| 北海道        | 北海道放送（HBC）     | TBS系列 | 2013年8月31日 12:09 - 14:00  | 24日遅れ   |
| 新潟県        | 新潟放送（BSN）       | TBS系列 | 2013年9月8日 15:00 - 16:54   | 32日遅れ   |
| 宮崎県        | 宮崎放送（MRT）       | TBS系列 | 2013年9月15日 15:00 - 16:54  | 39日遅れ   |
| 鹿児島県      | 南日本放送（MBC）     | TBS系列 | 2013年9月15日 15:00 - 16:54  | 39日遅れ   |
| 山梨県        | テレビ山梨（UTY）     | TBS系列 | 2013年9月21日 12:30 - 14:35  | 45日遅れ   |
| 青森県        | 青森テレビ（ATV）     | TBS系列 | 2013年9月21日 14:00 - 15:54  | 45日遅れ   |
| 福岡県        | RKB毎日放送（RKB）    | TBS系列 | 2013年9月21日 14:00 - 15:54  | 45日遅れ   |
| 沖縄県        | 琉球放送（RBC）       | TBS系列 | 2013年9月27日 14:55 - 16:53  | 51日遅れ   |
| 大分県        | 大分放送（OBS）       | TBS系列 | 2013年10月12日 14:00 - 15:54 | 66日遅れ   |
| 近畿広域圏    | 毎日放送（MBS）       | TBS系列 | 2013年10月13日 25:05 - 27:05 | 67日遅れ   |
| 岡山県 香川県 | 山陽放送（RSK）       | TBS系列 | 2013年12月14日 14:00 - 15:54 | 129日遅れ  |
| 山口県        | テレビ山口（tys）     | TBS系列 | 2014年1月1日 24:10 - 25:35   | 147日遅れ  |
| 広島県        | 中国放送（RCC）       | TBS系列 | 2014年1月2日 9:55 - 11:50    | 148日遅れ  |

## スタッフ

### 第3回(2013年2月20日放送)
- ナレーション：木村匡也、福ノ上達也
- MP：内藤宏之
- 構成：大井洋一、福原フトシ、中川ゆーすけ、寺坂直毅
- TM：荒木健一
- TD：森哲郎
- CAM：廣田雅之
- VE：佐藤公幸
- 音声：山羽稔
- 照明：渋谷康治
- 美術プロデューサー：山口智広
- 美術デザイナー：宇野宏美、太田卓志
- 美術制作：大木章子
- 装置：谷平真二
- 操作：小野寺浩
- アクリル装飾：渡邊卓也
- 電飾：阿部達矢
- メカシステム：庄子泰広
- 装飾：後藤千鶴
- 衣装：横尾毅
- ヘアメイク：石月裕子
- 編集：西峰勇一
- MA：丸山晃
- 音効：村松聡（佳夢音）
- 技術協力：STUDIO38
- ロケ技術：八峯テレビ
- CG：アイヴリック
- リサーチ：フォーミュレーション
- 編成：福田健太郎
- 宣伝：広重玲子
- デスク：大澤麻子
- TK：伊藤佳加
- フードコーディネーター：高階多美、下条美緒
- AP：久田誠司、橋本美和
- AD：神田聡美、若林亜希、山口敏、関口正樹
- ディレクター：北山孝、太田実、高橋寛之、村井このみ、田口将伍、武藤利治、香西康位
- 演出：水野達也
- 制作プロデューサー：飯沼美佐子
- プロデューサー：坂本義幸
- EP：安田淳
- 制作協力：ジーヤマ
- 製作著作：TBS

### 過去のスタッフ
- CAM：中野真悟（第1回）
- VE：宮本民雄（第1回）
- 音声：森和哉（第1回）
- 照明：加藤由美子（第1回）
- 美術制作：澁谷政史（第1回）
- 電飾：西田和正（第1回）
- ヘアメイク：大野志穂（第1回）
- 編集：橋本逸人（第1回）
- MA：岩下順（第1回）
- 技術協力：アンサーズ（第1回）、トゥインクルランド（第1回）
- ディレクター：畑村陽平（第1回）